# Keersluis Nieuwe Diep
Keersluis Nieuwe Diep is een sluis tussen het Amsterdam-Rijnkanaal (ARK) en het Nieuwe Diep. Naast de sluis ligt Brug 12P. Beide liggen in de Westelijke Merwedekanaaldijk.

## Keersluis
De keersluis werd gebouwd in 1937 en 1938 in verband met verbreding van het Amsterdam-Rijnkanaal. Men keek er destijds naar uit, want er werd in plaats van paalfundering caissonbouw toegepast. Men liet caissons door hun eigen gewicht wegzakken in de bodem tot op een zandplaat op 15 meter diepte. Het was geen garantie dat het werk snel klaar was; een van de onderdelen zakte langzaam het kanaal in omdat daar de grond zachter bleek dan de grond aan de zijde van het meer. Door snel de harde zijde af te graven kon het onderdeel op de juiste plaats gebracht worden. Tijdens de plaatsing stortte ook nog een van de medewerkers acht meter naar beneden; hij overleefde met een zware hersenschudding.
De keersluis is een kopie van de Keersluis De Diemen uit dezelfde tijd en 1998 is uitgeroepen tot rijksmonument. Beide hebben tussen de drie, acht meter hoge heftorens, (twee enkel en een dubbel uitgevoerd)  twee verticaal bewegende stalen hefdeuren. Deze bevinden zich aan de zijde van het kanaal. Het geheel is uitgevoerd met aanvullend twaalf houten schotbalken, die in noodgevallen in de sponningen kunnen worden geplaatst als extra kering (aan de zijde van het open water).

## Brug 12P
De keersluis werd gebouwd op de plaats waar al sinds 1890 een brug lag. Deze brug was door Rijkswaterstaat gebouwd in het kader van de aanleg van het Merwedekanaal, de voorloper van het ARK. De brug is toen ontworpen door ingenieur J. Kluit onder toezicht van hoofdingenieur J.M.F. Wellan. Met de bouw van de keersluis kwam er ook een nieuwe brug; ook de brug is identiek aan die van Keersluis de Diemen.

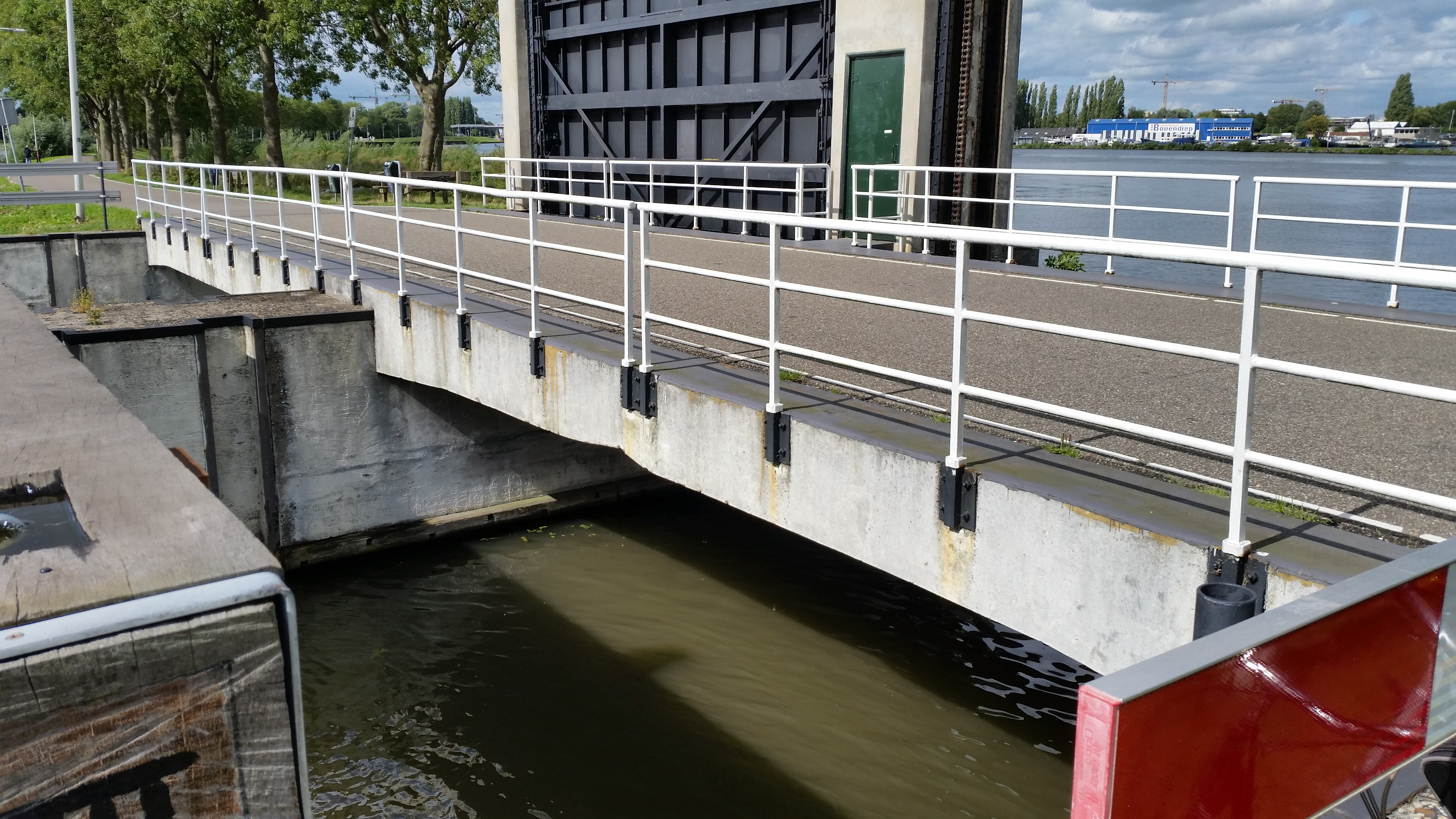
Brug 12P (augustus 2019)
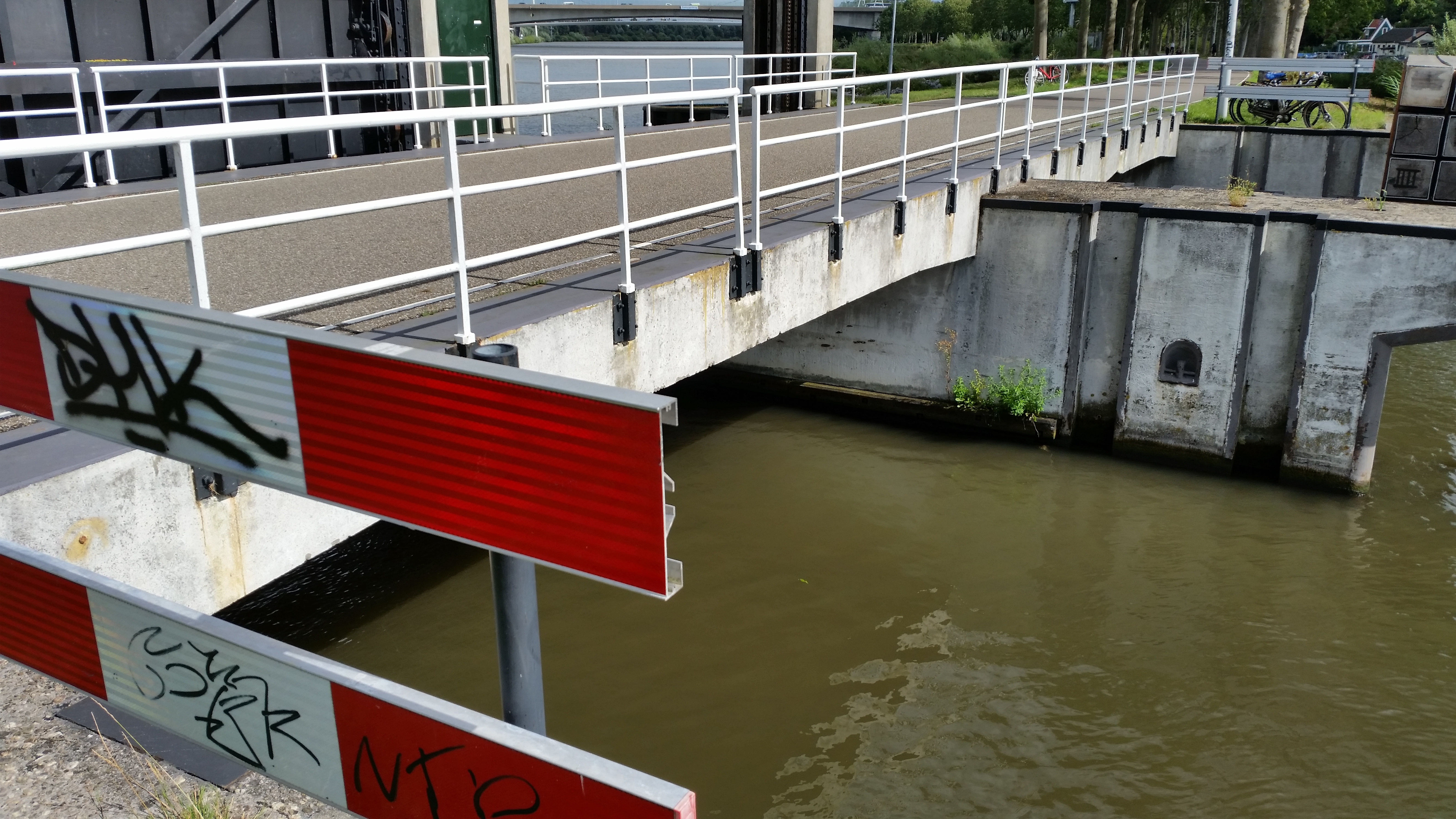
Uitsparingen in sluismuren voor houten balken (uiterst rechts) (augustus 2019)
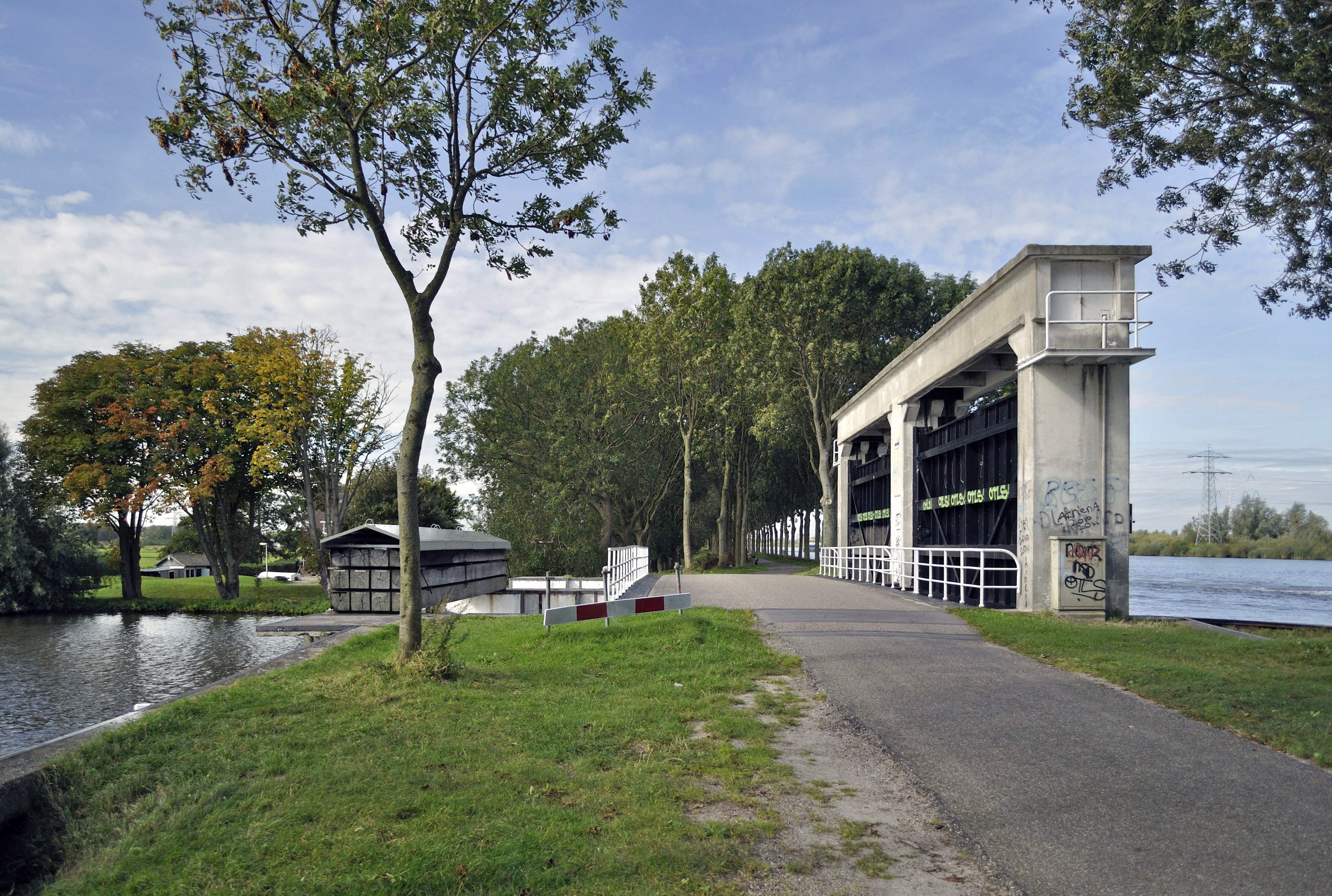
Keersluis de Diemen (september 2011)